# Belarus flagga

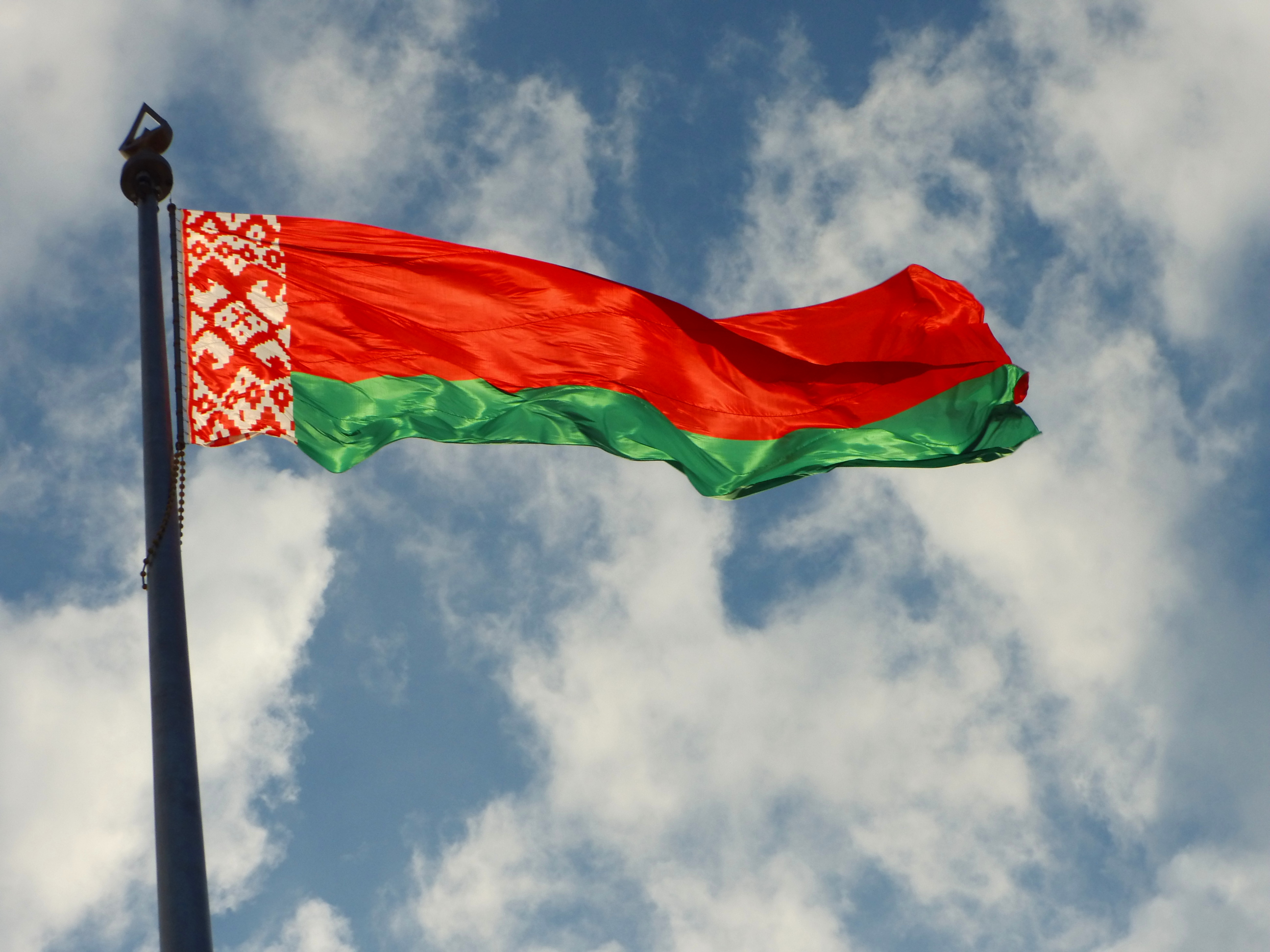
Hissad flagga

Belarus flagga antogs den 7 juni 1995 i Belarus efter en omstridd folkomröstning månaden innan. Flaggan ersatte då den flagga som använts sedan Sovjetunionens upplösning 1991 och dessförinnan av Vitryska folkrepubliken 1918–1919. Proportionerna är 1:2.

## Design

Konstruktion av den belarusiska flaggan

Dekorativt mönster

### Färger
Färgerna på nationsflaggan regleras i "STB 911–2008: Republiken Belarus nationsflagga".
| Färg | Färgkoordinat | Färgkoordinat | Y10        |
| Färg | x10           | y10           | Y10        |
| ---- | ------------- | ------------- | ---------- |
| Röd  | 0,553 ± 0,010 | 0,318 ± 0,010 | 14,8 ± 1,0 |
| Grön | 0,297 ± 0,010 | 0,481 ± 0,010 | 29,6 ± 1,0 |

## Historik

### Det självständiga Belarus
Efter första världskriget och ryska revolutionen bildades den självständiga Vitryska folkrepubliken, som existerade mellan mars och december 1918. Denna kortlivade statsbildning använde en flagga i vitt och rött. Den vita färgen syftade på landets namn, och den röda färgen stod för frihet och den uppåtgående solen. Enligt en annan förklaring uppstod flaggan vid slaget vid Tannenberg, då Polens, Litauens och Moskvarikets arméer besegrade Tyska orden. En sårad belarusisk riddare ska då ha tagit av sig sitt blodfläckade bandage och använt den som baner.. Vitt och rött är även färger som ofta förekommer i belarusiska folkdräkter och textilier, till exempel i det mönster som finns vid den nuvarande flaggans inre kant.

### Vitryska sovjetrepubliken
När Belarus införlivades i Sovjetunionen 1919 ersattes flaggan av en serie röda fanor med förkortningen БССР för sovjetrepubliken Vitryska SSR. I slutet av 1940-talet uppstod ett behov av att skilja de olika sovjetrepublikernas flaggor åt, särskilt de republiker som hade egen internationell representation till exempel i FN eller idrottsammanhang. Under 1950-talet fick många sovjetiska delrepubliker därför mer traditionella flaggor, bland annat Vitryska SSR som fick en flagga i rött och grönt med den sovjetiska hammaren och skäran. Det röd-vita mönstret vid den inre kanten har hämtats från ett traditionellt belarusiskt textilmönster som skapades redan 1917 av Matrona Markevitj (Матрона Маркевич) från byn Kascilixa (Касцилища).

### Dagens flagga
Den nuvarande flaggan är en modifierad variant av sovjetrepublikens flagga. När den nya flaggan infördes tog man bort hammaren och skäran, och inverterade dessutom den vita och röda färgen i mönstret närmast flaggstången. I den nuvarande tolkningen står rött för Belarus förflutna, och syftar dels som i 1918 års flagga på de belarusiska styrkorna under slaget vid Tannenberg, men även på de partisaner och förband ur Röda armén som befriade Belarus från den tyska ockupationen under andra världskriget. Grönt står för framtiden. Det röda fältet upptar två tredjedelar av flaggans höjd, och det gröna fältet resterande tredjedel. Mönstret närmast flaggstången är 1/9 av flaggans längd.

## Kontroverser kring den nuvarande flaggan
Vissa grupperingar har fortsatt att använda folkrepubliksflaggan, trots att den i Belarus förbjudits av president Aleksandr Lukasjenkos regering. Bland annat används den ofta i protester mot regeringen, och av den belarusiska diasporan. Oberoende utländska observatörer har sagt att folkomröstningen som ledde till den nuvarande flaggans antagande inte uppfyllde demokratiska standardkrav.

## Övriga flaggor
|  | Sedan den nya flaggan infördes 1995 har den använts som förebild för ett flertal andra flaggor som antagits av myndigheter och regeringsorgan. President Lukasjenko har infört ett standar för presidentens personliga bruk. Standaret har varit i bruk sedan 1997 och bygger på nationsflaggan, fast är belagt med Belarus statsvapen i guld och rött. Bredd/höjdförhållandet är 5:6 och skiljer sig på så sätt från nationsflaggans, vilket gör presidentens standar nästan kvadratiskt. Enligt dekretet ska standaret föras på presidentens kontor, och ska ha en silverring vid stången med presidentens förnamn och fadersnamn. Kopior av standaret används på byggnader och fordon för att markera presidentens närvaro. |

Oppositionen har en flagga med ett rött längsgående sträck mellan två vira längsgående sträck.

## Tidigare belarusiska flaggor
| Belarus flagga 1995-2012                  | Belarus flagga 1995-2012                     |                                 |                                       |
| Belarus flagga 1918-1919 och 1991-1995    | Belarus flagga 1918-1919 och 1991-1995       | Vitryska SSR:s flagga 1951-1991 | Vitryska SSR:s flagga 1951-1991       |
| Vitryska exilregeringens flagga 1919-1925 | Belarusiska exilregeringens flagga 1919-1925 | Belarus flagga 1919-1937        | Vitryska SSR:s flagga 1919-1937       |
| Belarus flagga 1937-1940-talet            | Vitryska SSR:s flagga 1937-1940-talet        | Belarus flagga 1940-talet-1951  | Vitryska SSR:s flagga 1940-talet-1951 |

## Myndighetsflaggor

Gränsbevakningens flagga
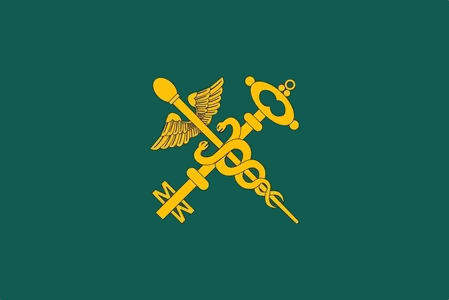
Tullväsendets flagga

## Voblastsernas flaggor
Var och en av Belarus sex voblastser och huvudstaden Minsk har egna flaggor.

Brests voblast
Homels voblast
Hrodna voblast
Mahiljoŭs voblast
Minsks voblast
Minsk (stad)
Vitsebsks voblast